# Štěpán Fryšara
Štěpán Fryšara (* 2. července 1998, Valašské Meziříčí) je bývalý český hokejový útočník hrající na postu pravého křídla za tým PSG Berani Zlín v Tipsport extralize.

## Hráčská kariéra
Štěpán Fryšara je odchovancem Rožnova pod Radhoštěm, kde hrál za mládež, než se ve čtrnácti letech dostal do VHK ROBE Vsetín, kde odehrál jednu sezónu za tým do 16 let. V sezóně 2013/2014 přestoupil do PSG Zlín, kde postupně hrál za týmy do 16 let, do 18 let a za juniorský tým do 20 let. Za juniorský tým odehrál v juniorské extralize celkem tři sezóny, kde se mu především v sezóně 2016/2017 bodově dařilo. V sezóně 2017/2018 si již v juniorském věku zajistil místo v seniorském týmu Zlína hrajícího extraligu, kde v této sezóně odehrál 48 soutěžních zápasů v základní části a 4 zápasy v play-off. V následujících letech ve Zlíně odehrál dalších pět extraligových sezón. Občasně vypomáhal farmářskému celku HC Zubr Přerov, kde odehrál v první lize dohromady 7 zápasů. Po osobně statisticky nevydařené sezóně 2021/2022, kdy i Zlín sestoupil do 1. ligy, se rozhodl ukončit profesionální kariéru a začal se věnovat podnikatelské činnosti.
V sezónách 2016/2017 a 2017/2018 odehrál 6 mezinárodních utkání za českou reprezentaci do 19 let, kde získal 3 kanadské body.
Odehrál také 4 turnajové zápasy za reprezentaci Zlínského kraje do 15 let, kde vstřelil jednu branku, a odehrál i dva turnajové zápasy za KLH Chomutov v Quebeckém mezinárodním P-W turnaji.

## Osobní život
Byl žákem Střední školy podnikatelské a vyšší odborné školy ve Zlíně.

## Statistiky

### Klubové statistiky
| Sezóna      | Klub                  | Soutěž      |     | Základní část | Základní část | Základní část | Základní část | Základní část |   | Play off | Play off | Play off | Play off | Play off |
| Sezóna      | Klub                  | Soutěž      | Z   | G             | A             | B             | TM            | Z             | G | A        | B        | TM       |          |          |
| 2012/2013   | VHK ROBE Vsetín U16   | ČHL-16      | 26  | 5             | 12            | 17            | 6             | —             | — | —        | —        | —        |          |          |
| 2013/2014   | PSG Zlín U16          | ČHL-16      | 27  | 13            | 9             | 22            | 62            | 1             | 2 | 0        | 2        | 4        |          |          |
| 2013/2014   | PSG Zlín U18          | ČHL-18      | 10  | 1             | 1             | 2             | 0             | —             | — | —        | —        | —        |          |          |
| 2014/2015   | PSG Zlín U18          | ČHL-18      | 33  | 16            | 8             | 24            | 36            | 9             | 0 | 2        | 2        | 31       |          |          |
| 2015/2016   | PSG Zlín U18          | ČHL-18      | 39  | 17            | 31            | 48            | 80            | 3             | 1 | 0        | 1        | 8        |          |          |
| 2015/2016   | PSG Zlín U20          | ČHL-20      | 2   | 0             | 2             | 2             | 2             | 1             | 0 | 0        | 0        | 0        |          |          |
| 2016/2017   | PSG Zlín U20          | ČHL-20      | 39  | 16            | 11            | 27            | 47            | 6             | 4 | 0        | 4        | 0        |          |          |
| 2016/2017   | HC Zubr Přerov        | 1. ČHL      | 1   | 0             | 0             | 0             | 0             | —             | — | —        | —        | —        |          |          |
| 2017/2018   | Aukro Berani Zlín U20 | ČHL-20      | 4   | 4             | 3             | 7             | 2             | —             | — | —        | —        | —        |          |          |
| 2017/2018   | Aukro Berani Zlín     | ČHL         | 48  | 3             | 2             | 5             | 8             | 4             | 0 | 0        | 0        | 0        |          |          |
| 2017/2018   | HC Zubr Přerov        | 1. ČHL      | 5   | 2             | 0             | 2             | 2             | —             | — | —        | —        | —        |          |          |
| 2018/2019   | PSG Berani Zlín       | ČHL         | 39  | 5             | 6             | 11            | 16            | —             | — | —        | —        | —        |          |          |
| 2018/2019   | HC Zubr Přerov        | 1. ČHL      | 1   | 0             | 0             | 0             | 0             | —             | — | —        | —        | —        |          |          |
| 2019/2020   | PSG Berani Zlín       | ČHL         | 51  | 9             | 11            | 20            | 12            | —             | — | —        | —        | —        |          |          |
| 2020/2021   | PSG Berani Zlín       | ČHL         | 25  | 3             | 2             | 5             | 10            | —             | — | —        | —        | —        |          |          |
| 2021/2022   | PSG Berani Zlín       | ČHL         | 37  | 3             | 0             | 3             | 16            | —             | — | —        | —        | —        |          |          |
| ČHL celkově | ČHL celkově           | ČHL celkově | 200 | 23            | 21            | 44            | 62            | 4             | 0 | 0        | 0        | 0        |          |          |

### Reprezentace
| Rok                       | Tým                       | Soutěž                    | Z | G | A | B | TM |
| ------------------------- | ------------------------- | ------------------------- | - | - | - | - | -- |
| 2016                      | Česko 19                  |                           | 3 | 0 | 0 | 0 | 4  |
| 2017                      | Česko 19                  |                           | 3 | 1 | 2 | 3 | 0  |
|                           |                           |                           |   |   |   |   |    |
| Juniorská kariéra celkově | Juniorská kariéra celkově | Juniorská kariéra celkově | 6 | 1 | 2 | 3 | 4  |